# Parque Patterson
El Parque Patterson (en inglés: Patterson Park), es un parque histórico y jardín botánico en Baltimore, Maryland, Estados Unidos. 
El parque está incluido en el listado del "Baltimore National Heritage Area".

## Localización
El parque está delimitado por "Baltimore Street" en el norte, "Eastern Avenue" en el sur, "South Patterson Park Avenue" por el oeste, y "South Linwood Avenue" en el este. 
Patterson Park 27 South Patterson Park Avenue Baltimore, Baltimore County, Maryland, 21231 United States of America-Estados Unidos de América.
Planos y vistas satelitales.39°19′7″N 76°38′46″O / 39.31861, -76.64611

## Historia
El terreno elevado en la esquina noroeste de Patterson Park, llamado Hampstead Hill, fue la posición defensiva clave para las fuerzas estadounidenses contra fuerzas terrestres británicas en la batalla de Baltimore durante la guerra de 1812. El reducto era conocido como Bastion Rodgers, y fue la pieza central de la línea de tierra excavada para defenderse del ataque oriental a Baltimore, a partir del puerto interior en Canton al norte de "Belair Road". 
El 13 de septiembre de 1814, el día después de la batalla de North Point, unos 4300 soldados británicos avanzaron hacia el norte por "Road North Point", y luego al oeste a lo largo de la "Philadelphia Road" hacia Baltimore, obligando a las tropas estadounidenses a retirarse a la línea defensiva. Cuando los británicos comenzaron a investigar las acciones, la línea estadounidense fue defendida por 100 cañones y más de 10 000 soldados. Las defensas estadounidenses eran mucho más fuertes de lo previsto, y los defensores de los EE. UU. en el Fuerte McHenry detuvieron correctamente a las fuerzas navales británicas en su avance lo suficientemente cerca para obtener el apoyo de la artillería, y los intentos británicos de la defensa del flanco fueron contrarrestados. Por lo tanto, antes del amanecer del 14 de septiembre de 1814, el coronel comandante británico Arthur Brooke decidió que la campaña terrestre era una causa perdida, y ordenó de nuevo la retirada a las naves, y los Estados Unidos alcanzó la victoria en la batalla de Baltimore.
William Patterson, un empresario de Baltimore, donó 5 acres (20 000 m²) a la ciudad para la creación de un paseo público en 1827, y la ciudad compró 29 acres (120 000 m²) adicionales de la familia Patterson en 1860. Después de 1859 las mejoras adicionales del parque fueron sufragadas mediante impuestos del "park tax" en los carruajes de sus calles, lo que supuso inicialmente el 20 % del costo. Durante la guerra de Secesión, el sitio fue utilizado como un campamento de las tropas de la Unión. Compras adicionales en los últimos años aumentaron el tamaño del parque a sus actuales 137 hectáreas (0,55 km²). La pagoda de 60 pies (18 m) de altura, fue diseñada por Charles H. Latrobe, siendo construida en Hampstead Hill en 1891 y ha sido recientemente restaurada junto con otras estructuras del parque. Varias viviendas públicas en el parque, como las piscinas, pabellones para las comidas al aire libre, juegos infantiles y se manejaron como "separate but equal" (separados pero iguales) hasta que fueron desegregados en 1956. El parque está incluido en el listado del "Baltimore National Heritage Area".

## Naturaleza

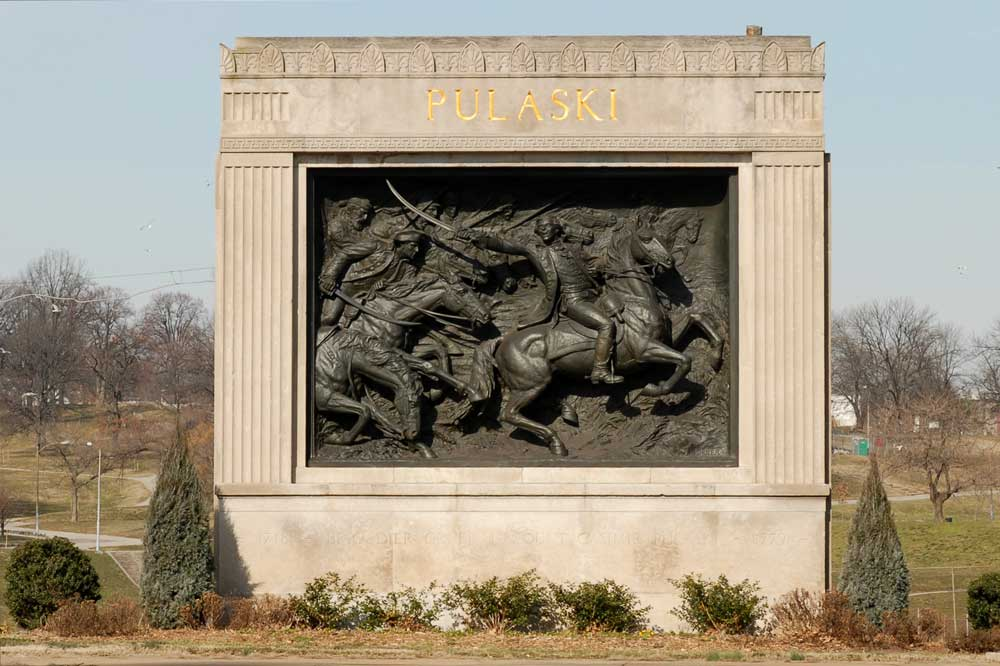
Monumento en memoria del General Casimir Pulaski

En el año 2012 había más de 1.500 árboles en el Parque Patterson, que representan más de 50 especies diferentes. Además de los árboles de sombra maduros como arces, robles y tilos, hay varias especies que proporcionan un atractivo estacional, tal como perfumadas magnolias blancas (Magnolia angustioblonga), cercis rosadas (Cercis canadensis) y delicadas flores de cerezos en primavera así como las llamaradas de los arces y los robles dorados (Quercus alnifolia) en el otoño.
La composición de especies de los árboles dentro del parque ha cambiado en gran medida desde el siglo XIX, no sólo en la diversidad, sino también en la composición de las especies arbóreas. En 1887 un inventario de árboles informó que las especies más dominantes fueron un surtido de arces y tilos europeos y americanos. Los arces y tilos, junto con robles, son todavía bastante dominantes en Patterson Park, aunque hay una mayor diversidad de especies ahora que hace 130 años. Patterson Park tiene algunos árboles muy interesantes, como el alcornoque de Amur (Phellodendron amurense) más grande, así como la más grande Morera Llorona (Morus alba "Pendula") que se encuentran en la ciudad de Baltimore.
En los últimos años se ha seguido una política de introducción de especies vegetales autóctonas del Estado de Maryland en el parque.
Hay en el parque gran abundancia de aves, y en el lago de las embarcaciones, recientemente reconstruido, está habitado en su mayoría por los patos ánade real, pero también es visitado por otras aves, incluyendo la focha americana y patos de los bosques (Aix sponsa). En el lago hay abundancia de peces, ranas y tortugas siendo posible ver alguna garza ceniza o garzas blancas de pesca en los alrededores.

## Actividades
Los paseos del parque son muy utilizados por ciclistas, corredores y peatones, siendo la atracción estrella el lago de las embarcaciones (en el que las personas están autorizadas a pescar con una licencia, aunque esto rara vez se aplica), la fuente de mármol, el monumento al general Casimir Pulaski, y la Pagoda conocida como el observatorio Patterson Park, que tiene una gran vista de la ciudad. 
Las instalaciones deportivas están abiertas para su uso a cualquier persona que quiera jugar en ellas, y hay canchas de tenis públicas, así como dos parques infantiles. También hay una piscina abierta durante el verano, y una pista de patinaje en invierno. 
Durante el verano y principios del otoño, es sede de varios festivales. Los alrededores del parque forman parte de una innovadora campaña de renovación urbana por parte de los líderes de la ciudad y el barrio.